# Dviout
dvioutはWindows用のオープンソースのDVIファイルビューアーである。dviout/dviprtに基づいて大島利雄によって開発されている。
なお、dviout/dviprt自体はMS-DOSの他にもFreeBSDなどにも対応している。